# سيمون بورت جاكموس
سيمون بورت جاكيموس (بالفرنسية: Simon Porte Jacquemus)‏ (ولد في 16 يناير 1990) هو مصمم أزياء فرنسي ومؤسس دار الأزياء جاكيموس.

## النشأة والأسرة
ولد جاكيموس في سالون دو بروفانس بفرنسا في عائلة متواضعة نسبيًا من المزارعين. كان والده يغني بين الحين والآخر في فرق ميتال وكانت والده ربة بيت.
```
نشأ وترعرع في بلدة مالمور الصغيرة في جنوب 
فرنسا
.
[
بحاجة لمصدر
]

في عام 
2008
 ، في سن الثمانية عشر، ذهب جاكيموس إلى 
باريس
 ، حيث درس لعدة أشهر في المدرسة العليا لفنون وتقنيات الموضة بباريس (ESMOD). ثم ترك دراسته لمنصب مساعد ستايليست في مجلة سيتيزن ك Citizen K للأزياء. دفعه الموت المفاجئ لوالدته إلى بدء حياته المهنية كمصمم أزياء.
[
3
]
```

## علامة جاكيموس
```
في سن العشرين، أنشأ جاكيموس علامته التجارية Jacquemus و روّج لتصميماته من خلال جعل أصدقائه يرتدون إبداعاته في حفلات 
فوغ
 و عروض 
أسبوع باريس للموضة
 في عام 
2010
.
في عام 2012 ، تمت دعوته لتقديم مجموعته خلال 
أسبوع باريس للموضة
.
[
بحاجة لمصدر
]
```

في عام 2017 ، أضاف جاكيموس خطًا من الأحذية إلى مجموعاته. كما أعلن في عام 2018 أنه سيصمم الملابس الرجالية، وخلق الخط في عام 2019. بالإضافة إلى الأحذية، يقوم جاكيموس أيضًا بتصميم حقائب اليد والقبعات.

## الجوائز التي تحصل عليها
- جائزة أل في أم أش - مويت هنسي لوي فيتون المميزة لعام 2015.[5]
- جائزة ال ستايل اوردز Elle Style Awards لعام 2017